# Walid Doumiati
Walid Mahmoud Doumiati (in arabo وليد محمود دمياطي‎?; Beirut, 16 luglio 1968) è un ex cestista libanese.

## Carriera
Con il Libano ha disputato i Campionati asiatici del 2001 e i Campionati mondiali del 2002.